# Go First
Go First, nota fino al 2021 come Go Air, era una compagnia aerea indiana a basso costo con sede a Mumbai, facente parte del gruppo Wadia Group. Ha iniziato le operazioni nel novembre del 2005 ed aveva una flotta esclusivamente Airbus. La compagnia operava oltre 230 voli giornalieri su 28 destinazioni, di cui 24 nazionali e 4 internazionali dai suoi hub a Mumbai, Delhi, Bangalore e Kolkata. A maggio 2023 la compagnia ha interrotto tutte le operazioni di volo per ragioni finanziarie.

## Storia
GoAir è stata fondata nel novembre 2005 da Jehangir Wadia, figlio dell'imprenditore indiano Nusli Wadia. La compagnia aerea è una sussidiaria interamente controllata dal Gruppo Wadia. GoAir ha iniziato le sue operazioni utilizzando un Airbus A320 e ha operato il suo volo inaugurale da Mumbai ad Ahmedabad il 4 novembre 2005. La compagnia aerea ha inizialmente introdotto un solo velivolo verso quattro destinazioni tra cui Goa e Coimbatore con piani di raggiungere i 36 aeromobili entro il 2008. Nel marzo del 2008 la compagnia aerea ha rivisto i piani raggiungendo gli 11 aeromobili, con l'obbiettivo di aggiungere nuove destinazioni nel Nord Est e nel Sud dell'India entro la fine dell'anno. Tuttavia a giugno, visto l'aumento dei prezzi del carburante GoAir è stata costretta a ridurre il numero di voli.
Nel gennaio 2009, British Airways è stata interessata ad acquistare una partecipazione nella compagnia aerea. Nel novembre 2009, GoAir ha avviato trattative con la compagnia aerea indiana SpiceJet su una possibile fusione che si è conclusa con un no deal. Nell'aprile 2012, GoAir è diventata la quinta compagnia aerea più grande dell'India in termini di quota di mercato dopo la scomparsa di Kingfisher Airlines. Nel 2013, la compagnia aerea ha nominato la banca di investimento JP Morgan per cercare potenziali investitori. La crescita della compagnia aerea è stata lenta rispetto ad altre compagnie aeree come IndiGo e SpiceJet, che detengono una quota di mercato, dimensioni della flotta e destinazioni servite maggiori a partire dal 2016.
Nel maggio 2021, GoAir è stata rinominata Go First.
Il 3 maggio 2023 la compagnia aerea ha sospeso tutte le operazioni di volo per ragioni finanziarie, citando un'eventuale ripresa dei voli nel breve periodo, ripresa che tuttavia non è avvenuta, portando la compagnia alla chiusura.

## Destinazioni
Al 2022, Go First opera voli di linea verso Arabia Saudita, Kuwait, Maldive, Nepal e Oman, Sri Lanka, Thailandia e UAE, oltre a voli verso le destinazioni domestiche.

## Flotta
A novembre 2022 la flotta di Go First è così composta:

### Nuovi ordini
Nel giugno 2011, Go First ha effettuò un ordine per 72 Airbus A320neo aeromobili del valore di ₹32,400 rupie (US$4.1 miliardi). Le consegne iniziarono dal 2016, con un tasso di introduzione di 12-15 aeromobili all'anno. A dicembre 2015, Airbus ha comunicato che le consegne sarebbero state ritardate di tre mesi a causa di problemi tecnici e che l'aeromobile sarebbe stato consegnato entro il secondo trimestre dell'anno finanziario 2015-2016. Go First ha ricevuto il suo primo aeromobile A320neo il 1 giugno 2016.
Nel luglio 2016, Go First ha firmato un memorandum d'intesa con Airbus per 72 Airbus A320neo aeromobili del valore di US$7.7 miliardi, portando potenzialmente il numero totale di ordini a 144. Questo accordo è stato annunciato al Farnborough Airshow.

## Servizi
In quanto compagnia aerea a basso costo, Go First non forniva pasti gratuiti sui suoi voli, ma offriva opzioni per acquistarli a bordo. La compagnia aerea pubblica una rivista di volo denominata Go-getter. Go First offre un servizio premium noto come "Go Business" a una tariffa più alta che fornisce servizi extra tra cui posti con maggiore spazio per le gambe, pasti gratuiti, maggiore franchigia bagaglio e imbarco prioritario. Nel 2011, la compagnia aerea ha lanciato il suo programma frequent flyer chiamato ' "Go Club", che offriva vantaggi come l'accesso alla lounge e l'upgrade gratuito a "Go Business". Il nuovo abbonamento è stato interrotto a febbraio 2014.